# Робосаурус
Робосаурус (енгл. Robosaurus) је трансформишући робот-диносаурус, направљен од стране Дауга Малевичког (Doug Malewicki) године 1989. и тренутно је у власништву фирме Монстер Роботс (Monster Robots, Inc). Робосаурус је дизајниран по узору на Тираносауруса рекса и има хидраулички покретане руке, прсте са канџама, вилицу, као и бацач пламена постављен у глави зарад ефекта ватреног задаха, при чему се пламен избацује из ноздрва. Такође је дизајниран по узору на трансформерсе, поседујући место за возача у својој глави и располажући могућношћу да се трансформише у превозно средство. Учествовао је у мото-догађајима (конкретније монстер трак - Monster Trcuk) и аеро-митинзима где је „јео“ и спаљивао возила попут аутомобила и малих авиона. Максимална висина му је 40 стопа или око 12 метара.
Робосаурус се може сматрати делом популарне културе, а данас се у свету могу видети његове разне имитације. На почетку своје каријере био је пародизован са „Трак-о-саурусом“ (Truck-o-saurus) у епизоди „Симпсонових“ (Simpsons). Године 1994. је учествовао на Ен-Би-Си (NBC) у филму „Челична правда“ (Steel Justice), који је био оригинално направљен као скеч за ТВ-шоу. Такође је играо улогу у скечу „Шоу Вечери“ (The Tonight Show) са Џејом Леноом (Jay Leno). Робосаурус-олике машине су се такође појавиле у видео-играма, најизраженије у „Монстер Трак Меднес“ (Monster Truck Madness), „Чудовиште 4x4: Господари метала“ (Monster 4x4: Masters of Metal) 2004. године, у Мателу (Mattel) итд.
Машине базиране на сличном концепту укључују Мегасауруса и Трансауруса, као и мање директне имитације, попут „Драка Драгонатора“ (Drako the Drangonator) и „Транзиле“ (Tranzilla)